# Erinacea schoenenbergeri
Erinacea schoenenbergeri är en ärtväxtart som först beskrevs av Christian Raynaud, och fick sitt nu gällande namn av Christian Raynaud. Erinacea schoenenbergeri ingår i släktet Erinacea och familjen ärtväxter. Inga underarter finns listade i Catalogue of Life.